# Лекси Белл
Лекси Белл (англ. Lexi Belle, настоящее имя Джессика Макомбер, Jessica Macomber; род. 5 августа 1987 года, Индепенденс, штат Луизиана) — американская порноактриса.

## Биография
Лекси работала в видеомагазине, где к ней подошёл человек, который видел её страничку на MySpace, и предложил работать в порноиндустрии. Три месяца спустя, она пришла на первые съёмки. В своей первой сцене она впервые исполнила минет.
В 2011 была названа телеканалом CNBC одной из 12 самых популярных порноактрис. CNBC отметил её многочисленные награды и номинации на премиях AVN и XBIZ, а также популярность её официального сайта.
В 2012 студией Elegant Angel был выпущен фильм «Lexi», полностью посвященный актрисе, в котором она впервые снялась в сцене с анальным сексом с порноактёром Джеймсом Дином.
Лекси была названа журналом Penthouse «Киской месяца» в мае 2013 и «Киской года» в 2014.
В 2015 году Лекси дебютировала на большом экране, снявшись в фильме Samurai Cop 2: Deadly Vengeance.
Лекси Белл — большая поклонница «Звёздных войн» и заядлая посетительница парка развлечений Six Flags.
Белл — вегетарианка. Сексуальную ориентацию на личном сайте указывает как бисексуальную.
По данным на 2024 год, Лекси Белл снялась в 1025 порнофильмах.

## Премии и номинации
| Год  | Церемония                   | Номинация                                   | Работа | Результат |
| ---- | --------------------------- | ------------------------------------------- | --- | --------- |
| 2008 | Adam Film World Guide Award | Подростковая мечта года                     | | Победа    |
| 2009 | AVN Award                   | Лучшая групповая лесбийская сцена           | Bad News Bitches 3 с Penny Flame и Rachel Roxxx | Номинация |
| 2010 | AVN Award                   | Лучшая лесбийская сцена                     | Field of Schemes 5 | Победа    |
| 2010 | AVN Award                   | Лучшая новая веб-старлетка                  | | Победа    |
| 2010 | XRCO Award                  | Кремовая мечта                              | | Победа    |
| 2010 | F.A.M.E. Award              | Любимая недооцененная старлетка             | | Победа    |
| 2010 | AVN Award                   | Лучшая групповая лесбийская сцена           | Party of Feet (вместе с Беладонной, Адрианной Николь, Evie Delatosso, Мэдисон Иви, Джорджией Джонс, Alexa Jordan, Кимберли Кейн, Бобби Старр и Алексис Тексас) | Номинация |
| 2011 | AVN Award                   | Лучшая актриса второго плана                | Batman XXX: A Porn Parody | Победа    |
| 2012 | AVN Award                   | Лучшая М/Ж сцена                            | The Bombshells 3 | Победа    |
| 2013 | AVN Award                   | Лучшая оральная сцена                       | Massive Facials 4 | Победа    |
| 2014 | AVN Award                   | Звезда социальных сетей (по версии фанатов) | | Победа    |

## Избранная фильмография
- 2006: Barely Legal Jungle Fever 1
- 2007: Dream Machine
- 2008: The 4 Finger Club 24
- 2008: Evil Pink 4
- 2009: Mother-Daughter Exchange Club 6 & 7
- 2010: Girls Kissing Girls 5
- 2010: Belladonna: No Warning 5
- 2010: Batman XXX: A Porn Parody
- 2011: Pretty in Pink
- 2011: Official Basic Instinct Parody
- 2012: Cheer Squad Sleepovers 2
- 2013: Meow! 3
- 2014: Molly’s Life 25
- 2015: Penthouse Pet: All Girl Retreat
- 2015: Girls Love Girls 3
- 2016: Wet Panties Scissoring
- 2016: No Man’s Land: Raunchy Roommates
- 2017: Santa Is a Woman
- 2017: Tori Black and Her Girlfriends